# ミヤマタニソバ
ミヤマタニソバ（深山谷蕎麦、学名：Persicaria debilis）は、タデ科イヌタデ属の一年草。

## 特徴
茎の下部は横に這い、節部で折れ曲がって地面に接した部分からひげ根を出し、よく分枝し、上部は斜上または直立して、高さは10-30センチメートルになる。茎は細く、節部に細かな下向きの刺毛があるが、ふつう節間は無毛で滑らかである。葉は互生し、葉身は三角形で、先端は鋭突形、縁は全縁、基部は切形で、長さ幅ともに1.5-6センチメートルになり、葉柄は細長い。葉の質は薄く、両面に細毛が生え、ときに星状毛が散生し、ふつう表面に「八」の字形の斑紋があり、暗色から暗紫色になる。托葉鞘は短く、先端はしばしば葉状となり緑色になる。
花期は7-10月。花柄は細長く、茎先および上部の葉腋につき、二又状の先に2-5個の花をつける。花冠裂片に見えるのは萼裂片で、萼は白色で5裂し、裂片は広楕円形で長さ約3セミリメートルになる。雄蕊は5-8個あり、子房の頂部の花柱は3個ある。果実は3稜形の痩果で、長さ約3セミリメートル、径2セミリメートルになり、褐色で光沢がある。染色体数は2n=16。

## 分布と生育環境
日本では、本州、四国、九州に分布し、山地の林下や日の当たらない場所に生育する。しばしば群生する。世界では、朝鮮半島の済州島、智異山に分布する。

## 名前の由来
和名ミヤマタニソバは、「深山谷蕎麦」の意。
種小名（種形容語）debilis は、「弱小な」「軟弱な」「脆弱な」の意味。

## 分類
本種と同属の種に名前が似ているタニソバ P. nepalensis があるが、同種は本種と比べ丈が高く、茎は太く赤みを帯び、葉は卵形から三角状卵形で葉柄には広い翼があって、頭花の花の数が多い。つまり、あまり似ていない。本種は、同属ウナギツカミ節 Sect. Echinocaulon に属するが、タニソバは、同属タニソバ節 Sect. Cephalophilon に属する。
また、同属ウナギツカミ節 Sect. Echinocaulon にトヨボタニソバ P. geocarpica Suyama et K.Ueda (2013)がある。岐阜大学の須山知香ら (2013) によって新種として記載発表されたもので、ミヤマタニソバによく似る。しかし、同種には、茎に下向きの刺毛と小さくてまばらな星状毛があることで区別することができる。托葉鞘は円筒形で膜質、花柄は細く、まばらで微細な半曲した刺毛がある。茎は伸長して全体が地面を這い、葉は三角状ほこ形になり、茎先と葉腋から細長い枝を出して花を1-2個つけ、晩期には地下に閉鎖花をつける。愛知県北東部の山地に知られる固有種である。

## ギャラリー

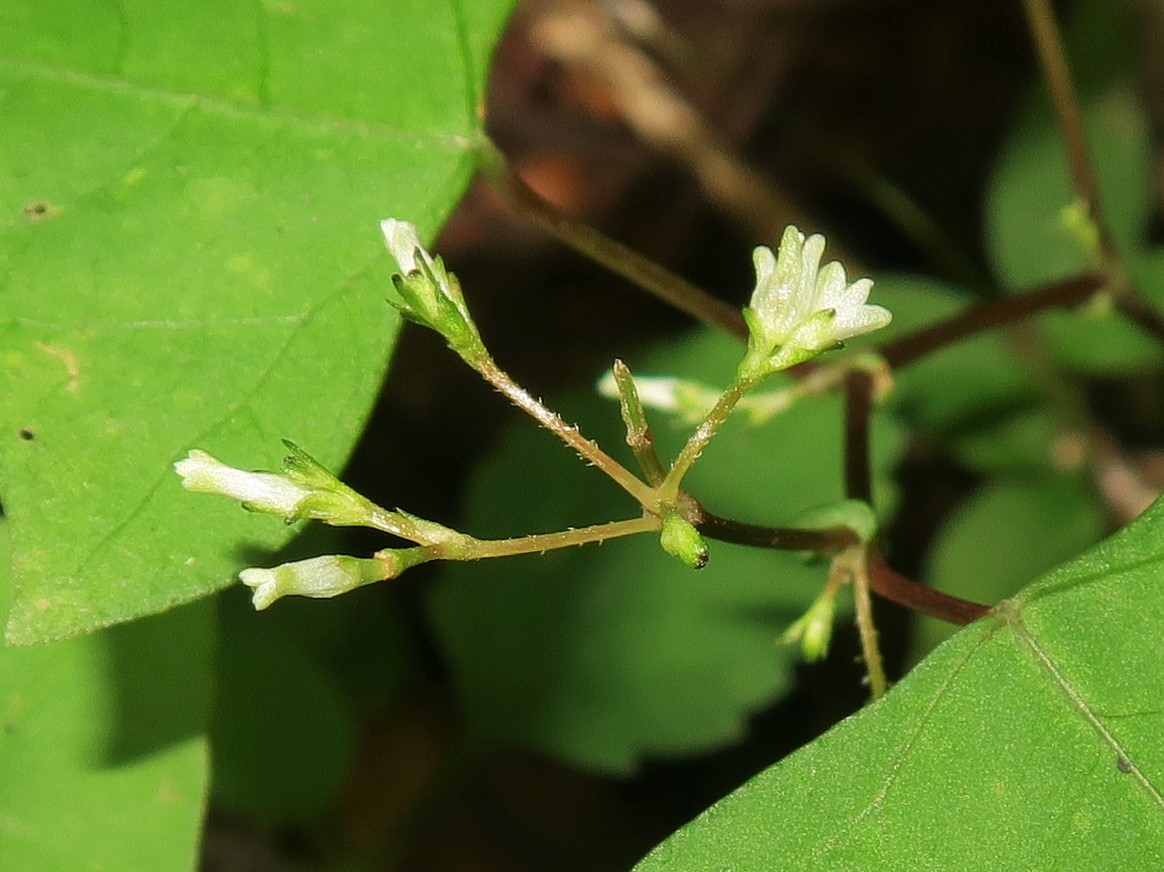
花柄は細長く、茎先および上部の葉腋につき、二又状の先に2-5個の花をつける。
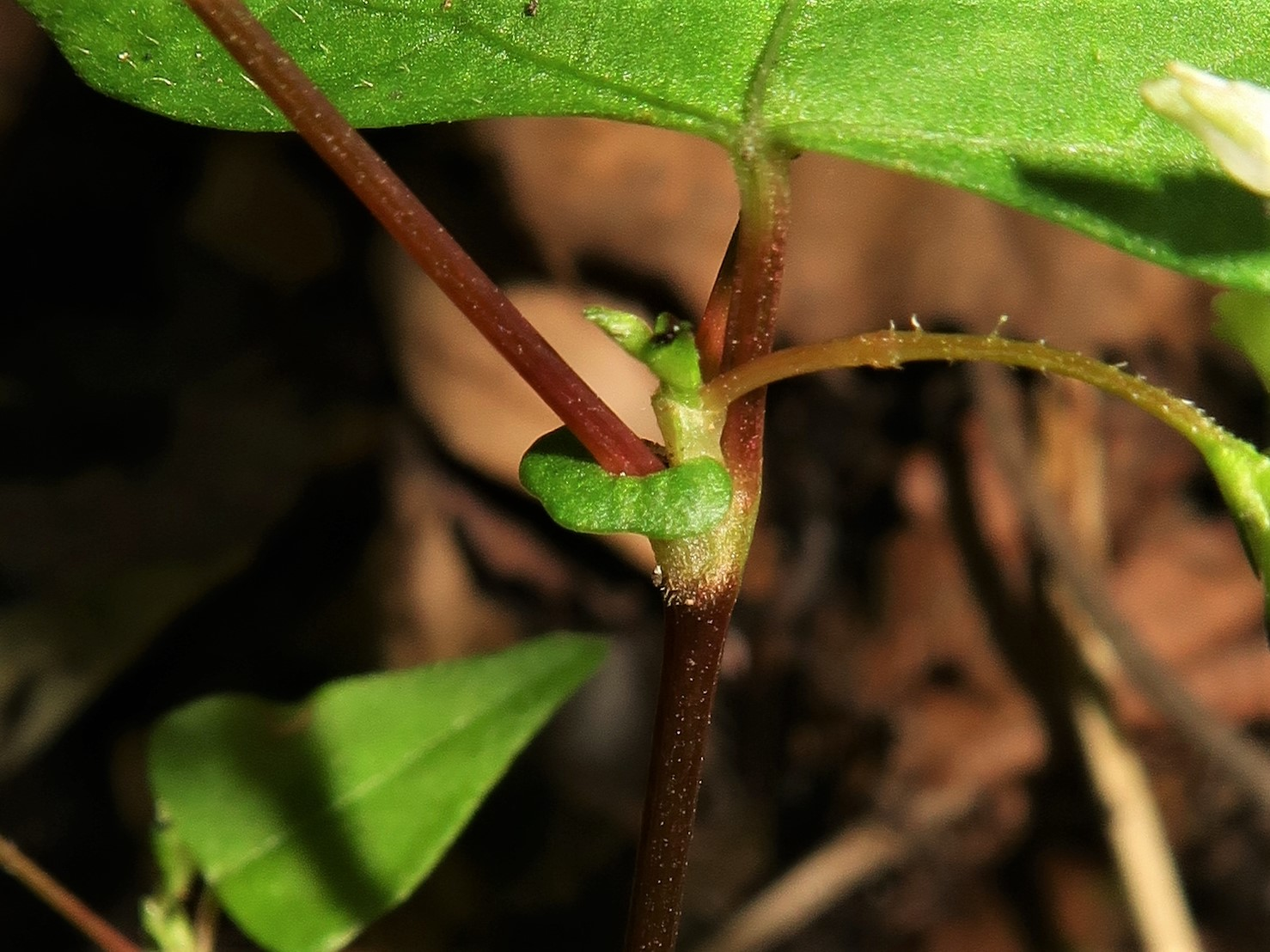
托葉鞘は短く、先端はしばしば葉状となり緑色になる。
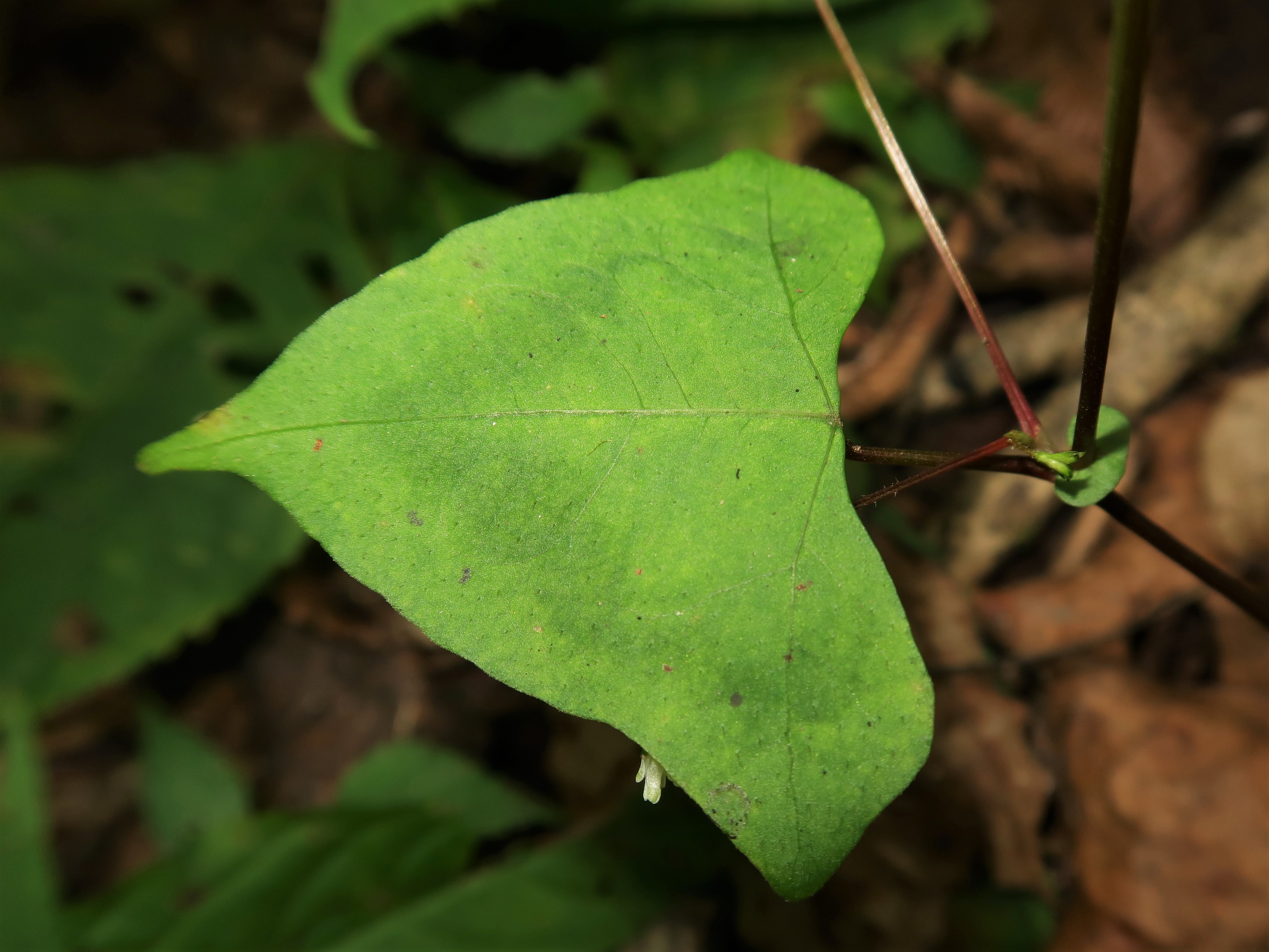
葉の表面に「八」の字形の斑紋があり、暗色から暗紫色になる。
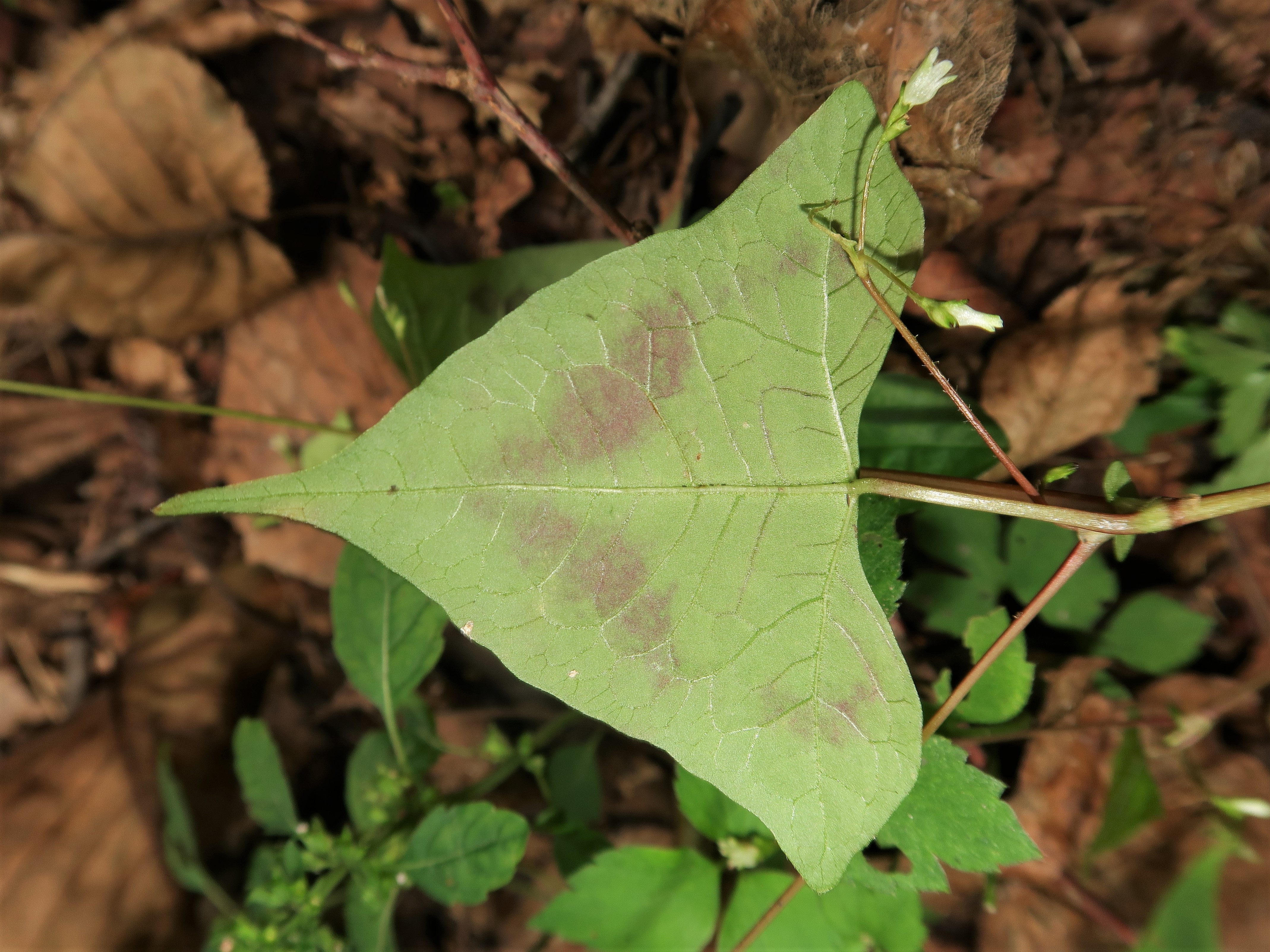
葉の裏面。「八」の字形の斑紋が裏面にもおよぶ。